# Sitona lividipes
Sitona lividipes é uma espécie de insetos coleópteros polífagos pertencente à família Curculionidae.
A autoridade científica da espécie é Fahaeus, tendo sido descrita no ano de 1840.
Trata-se de uma espécie presente no território português.